# Теорія розсіювання
Математична теорія розсіювання — розділ теорії збурень. У теорії збурень докладна інформація про "незбурений" оператор {\displaystyle H_{0}} дозволяє робити висновок про інший оператор {\displaystyle H}, якщо {\displaystyle H_{0}} та {\displaystyle H} мало відрізняються один від одного. У фізичних термінах гамільтоніан {\displaystyle H_{0}} описує "вільну" систему (наприклад, не взаємодіючих одна із одною квантових частинок), а "повний" гамільтоніан {\displaystyle H} - реальну систему із врахуванням взаємодії. 

## Загальні відомості
Теорія розсіювання займається лише будовою абсолютно неперервного спектра й вирішує дві пов'язані між собою задачі. 
Перша - з них - дослідження поведінки при більших часах рішень нестаціонарного рівняння Шредінгера
{\displaystyle i{\frac {du}{dt}}=Hu,\quad \quad u(0)=f.}
При цьому асимпотика за {\displaystyle t\rightarrow \pm \infty } рішень цього рівняння із повним гамільтоніаном {\displaystyle H} вивчається у термінах рішень рівняння із "вільним" оператором {\displaystyle H_{0}}. 
Друга задача полягає у віднаходженні умов унітарної еквівалентності операторів {\displaystyle H_{0}} та {\displaystyle H}, тобто їх абсолютно неперервних частин {\displaystyle H_{0}^{(a)}} та {\displaystyle H^{(a)}.}
Нехай {\displaystyle H_{0}} та {\displaystyle H} - самоспряжені оператори у гільбертовому просторі {\displaystyle {\mathcal {H}}.} Тоді вищенаведене рівняння має єдине рішення {\displaystyle u(t)=\exp(-iHt)f,} а рішення такого ж рівняння із оператором {\displaystyle H_{0}} дається формулою {\displaystyle u_{0}(t)=\exp(-iH_{0}t)f_{0}.}З точки зору теорії розсіювання функція {\displaystyle u(t)} має "вільну" асимпотику за {\displaystyle t\rightarrow \pm \infty ,} якщо для підходячого початкового даного {\displaystyle f_{0}^{(\pm )},} відшукуваного по {\displaystyle f,} виконано
{\displaystyle \lim _{t\rightarrow \pm \infty }||u(t)-u_{0}^{\pm }(t)||=0,\quad \quad u_{0}^{\pm }(t)=\exp(-iHt)f_{0}^{\pm }.}
Це співвідношення приводить до зв'язку між відповідними початковими даними {\displaystyle f_{0}^{(\pm )}} та {\displaystyle f}
{\displaystyle f=\lim _{t\rightarrow \pm \infty }\exp(iHt)\exp(-iH_{0}t)f_{0}^{\pm }.}
Основне положення теорії розсіювання полягає у тому, що за достатньо широких припущень про пару {\displaystyle H_{0}} та {\displaystyle H} для початкового даного {\displaystyle f} з абсолютно неперервного простору {\displaystyle {\mathcal {H}}^{(a)}} оператора {\displaystyle H} функція {\displaystyle u(t)} виходить на вільну асимпотику. 